# Heisteria citrifolia
Heisteria citrifolia är en tvåhjärtbladig växtart som beskrevs av Adolf Engler. Heisteria citrifolia ingår i släktet Heisteria och familjen Erythropalaceae. Inga underarter finns listade i Catalogue of Life.